# La Colle-sur-Loup
 La Colle-sur-Loup  es una población y comuna francesa, en la región de Provenza-Alpes-Costa Azul, departamento de Alpes Marítimos, en el distrito de Grasse y cantón de Cagnes-sur-Mer-Ouest.
La referencia sur-Loup se añadió en 1926.

## Demografía
| 1 345 | 1 316 | 1 416 | 1 489 | 1 473 | 1 599 | 1 528 | 1 492 | 1 256 | 1 267 | 1 307 | 1 308 | 1 278 | 1 477 | 1 468 | 1 431 | 1 455 | 1 458 | 1 541 | 1 559 | 1 305 | 1 421 | 1 563 | 1 522 | 1 511 | 1 637 | 2 096 | 2 611 | 3 700 | 4 749 | 6 025 | 6 697 | 7 546 |
| Para los censos de 1962 a 1999 la población legal corresponde a la población sin duplicidades (Fuente: INSEE [Consultar]) |       |       |       |       |       |       |       |       |       |       |       |       |       |       |       |       |       |       |       |       |       |       |       |       |       |       |       |       |       |       |       |       |